# 292. Infanterie-Division (Wehrmacht)
La 292. Infanterie-Division fu una divisione dell'esercito tedesco attiva durante la seconda guerra mondiale, che venne creata nel 1940 e fu impiegata nella campagna di Francia e sul fronte orientale, dove fu distrutta nel 1945.

## Storia

### Formazione e campagna di Francia
La divisione fu costituita il 6 febbraio 1940 nell'area di addestramento militare di Groß-Born e venne subito impiegata nella campagna di Francia, partendo dalla zona di Aquisgrana attraversò la Mosa a Monthermé e fu coinvolta in diversi scontri sui canali di Oise e Aisne. Dopo aver attraversato la Marna, fu coinvolta nelle battaglie di Soilly e Try ed il 16 ottobre 1940 cedette un terzo delle sue unità alla 302. Infanterie-Division.

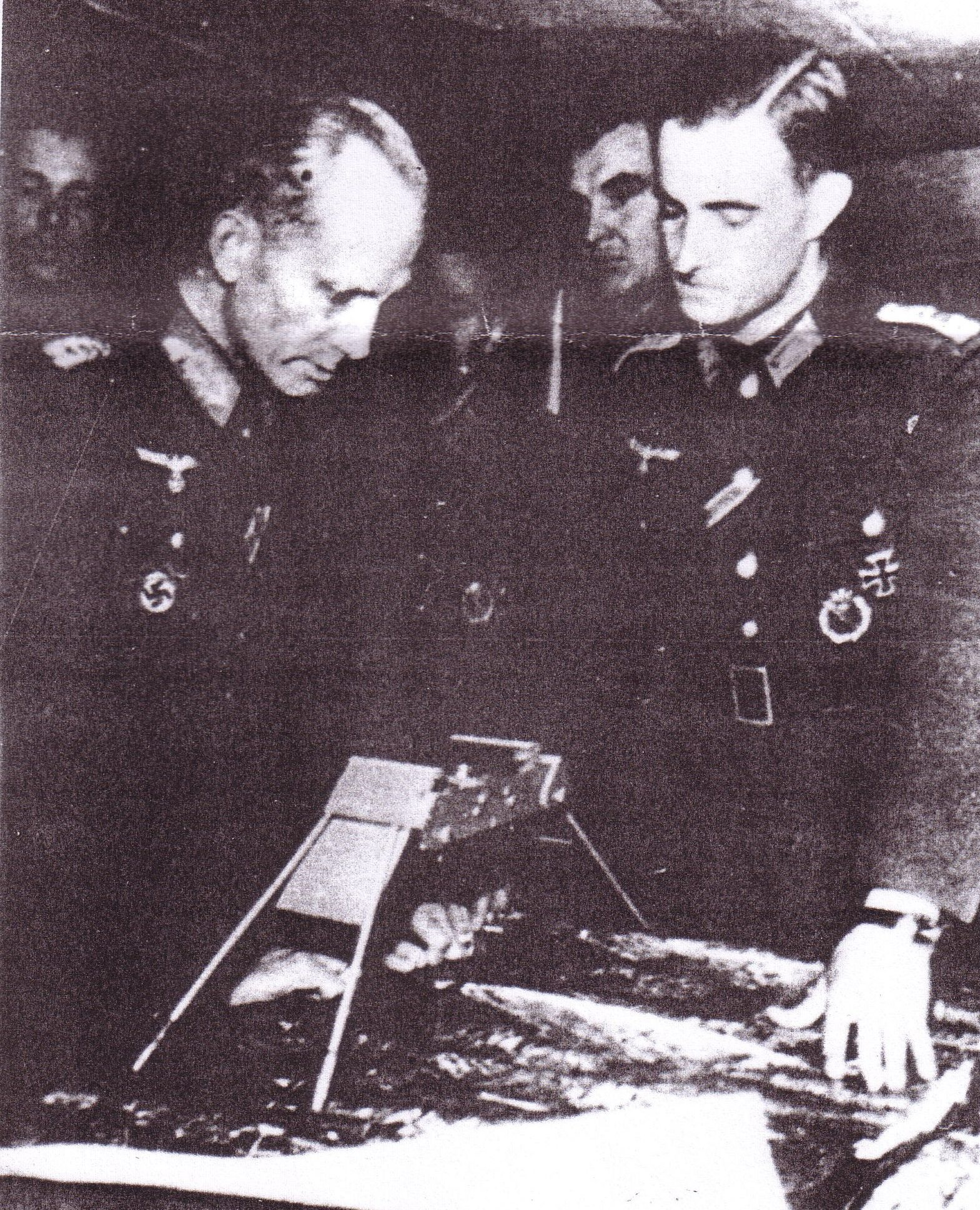
Il comandante di divisione, il Generalleutnant Rudolf Reichert, con l'aiutante del 509° reggimento granatieri alla riunione sul Narew, novembre 1944.

### Fronte orientale
Nel 1941 la divisione venne trasferita sul fronte orientale e partecipò all'operazione Barbarossa e fu coinvolta nelle battaglie di Yelnya, nelle sacche di Roslavl e Klinzy e nella doppia battaglia di Vyazma e Bryansk. Durante la battaglia di Mosca venne fermata ad Akulovo e Nikolskije. Nel 1943 fu coinvolta nella battaglia di Ržev e nell'operazione Cittadella, subendo enormi perdite. Nel 1944, mentre si trovava nelle paludi tra il Pripyat e Bug fu coinvolta in pesanti battaglie difensive durante le offensive estive, l'operazione Bagration e l'offensiva Leopoli-Sandomierz che costrinsero la divisione a ritirarsi oltre il Narew. Durante l'offensiva della Prussia Orientale, fu decimata durante una serie di azioni difensive a partire dal 14 gennaio ed in dieci giorni fu costretta a tornare oltre il confine della Prussia orientale e tagliata fuori dalla sua formazione madre, la 2. Armee; il 2 febbraio aveva raggiunto Heilsberg, dove era quasi circondata, ma continuò a condurre una ritirata combattiva, tuttavia insieme al resto della 4. Armee fu intrappolata nella sacca di Braunsberg-Heiligenbeil, dove fu distrutta nella lotta per la città di Heiligenbeil che cadde il 25 marzo. I suoi resti furono assorbiti nella 170. Infanterie-Division nell'aprile 1945.

## Ordine di battaglia
292. Infanterie-Division 1940
- Infanterie-Regiment 507
- Infanterie-Regiment 508
- Infanterie-Regiment 509
- Artillerie-Regiment 292
- Pionier-Bataillon 292
- Panzerjäger-Abteilung 292
- Divisionseinheiten 292

292. Infanterie-Division 1944
- Grenadier-Regiment 507
- Grenadier-Regiment 508
- Grenadier-Regiment 509
- Division-Füsilier-Bataillon 292
- Artillerie-Regiment 292
- Pionier-Bataillon 292
- Panzerjäger-Abteilung 292
- Divisionseinheiten 292

## Decorazioni
Alcuni soldati della 292. Infanterie-division furono premiati per le loro azioni in guerra:
- Croce Tedesca
  - in oro: 25
- Croce di Cavaliere della croce di ferro: 28[3]
- Distintivo per combattimenti ravvicinati:
  - in bronzo: 2

## Comandanti
- Generalleutnant Martin Dehmel (6 febbraio 1940 - 29 settembre 1941)
- Generalleutnant Willy Seeger (29 settembre 1941 - agosto 1942)
- Generalleutnant Wolfgang von Kluge (agosto 1942 - 20 luglio 1943)
- Generalleutnant Richard John (20 luglio 1943 - 30 giugno 1944)
- Generalmajor Johannes Gittner (30 giugno 1944 - ottobre 1944)
- Generalleutnant Rudolf Reichert (ottobre 1944 - aprile 1945)[1]